# Hafizullah Amin
Hafizullah Amin (1 tháng 8 năm 1929 – 27 tháng 12 năm 1979) là một chính trị gia và chính khách người Afghanistan trong Chiến tranh Lạnh. Hafizullah Amin sinh tại Paghman và theo học tại Đại học Kabul, sau đó ông bắt đầu sự nghiệp trong vai trò một giáo viên. Một vài năm sau, ông đến Hoa Kỳ học tập. Sau lần thứ hai đi đến Hoa Kỳ, ông chuyển hẳn về Afghanistan, và bắt đầu sự nghiệp chính trị. Ông trở thành một ứng cử viên trong cuộc bầu cử quốc hội vào năm 1965, song thất cử. Hafizullah Amin là thành viên duy nhất của phái Khalq đắc cử trong cuộc bầu cử quốc hội năm 1969, do vậy nâng cao địa vị của mình trong Đảng Dân chủ Nhân dân. Ông là một trong những người tổ chức lãnh đạo cuộc cách mạng Saur, dẫn đến việc lật đổ chính phủ của Mohammad Daoud Khan.
Nhiệm kỳ Tổng thống ngắn ngủi của Hafizullah Amin gây ra nhiều tranh cãi từ lúc bắt đầu đến khi kết thúc. Ông lên nắm quyền sau khi ra lệnh xử tử người tiền nhiệm Nur Muhammad Taraki, một người theo chủ nghĩa cộng sản. Cuộc nổi dậy chống lại nền thống trị của chủ nghĩa cộng sản bắt đầu từ thời Nur Muhammad Taraki và trở nên gay gắt hơn dưới thời Hafizullah Amin, trở thành một vấn đề mà chính phủ của ông không thể giải quyết. Liên Xô cho rằng Hafizullah Amin là một tay sai của CIA, và nước này được cho là kẻ đứng đằng sau châm ngòi cho vụ ám sát Hafizullah Amin vào tháng 12 năm 1979 trong Chiến dịch Bão táp-333, chấm dứt hơn ba tháng cầm quyền của ông.

## Cuộc sống và sự nghiệp ban đầu
Hafizullah Amin sinh ra trong một gia đình người Pashtun Ghilzai tại Paghman vào ngày 1 tháng 8 năm 1929. Cha của ông là một công chức, song qua đời từ khi ông còn rất trẻ. Nhờ giúp đỡ của người anh trai Abdullah (một giáo viên tiểu học) Hafizullah Amin có thể theo học ở bậc tiểu học rồi trung học, từ đó được phép nhập học tại Đại học Kabul (KU). Sau khi học toán tại Đại học Kabul, ông cũng tốt nghiệp Học viện Sư phạm Darul Mualimeen tại Kabul, và trở thành một giáo viên. Hafizullah Amin sau đó trở thành phó hiệu trưởng của Học viện Darul Mualimeen, rồi hiệu trưởng của trường trung học Avesina có thanh thế, và ông rời Afghanistan vào năm 1957 để theo học tại Đại học Columbia ở thành phố New York của Hoa Kỳ, được nhận bằng thạc sĩ giáo dục. Tại Đại học Columbia, Hafizullah Amin bị chủ nghĩa Marx thu hút, và ông trở thành một thành viên của Câu lạc bộ Cấp tiến Xã hội trong trường vào năm 1958. Khi quay lại Afghanistan, Hafizullah Amin trở thành một giảng viên tại Đại học Kabul, và sau đó lại trở thành hiệu trưởng của Trường trung học Avesina. Trong giai đoạn này, Hafizullah Amin trở nên quen biết với một người cộng sản là Nur Muhammad Taraki. Cũng trong khoảng thời gian đó, Hafizullah Amin thôi giữ chức hiệu trưởng của Trường trung học Avesina để trở thành hiệu trưởng của Học viện Darul Mualimeen.
Hafizullah Amin được cho là cấp tiến hóa trong khoảng thời gian thứ hai ở tại Hoa Kỳ từ năm 1962, khi ông ghi danh vào một nhóm nghiên cứu tại Đại học Wisconsin. Hafizullah Amin theo học chương trình tiến sĩ tại Học viện Sư phạm của Đại học Columbia, song bắt đầu sao lãng việc nghiên cứu do tập trung vào chính trị; vào năm 1963 ông bắt đầu trở thành người đứng đầu hiệp hội sinh viên Afghanistan tại học viện. Khi quay trở về Afghanistan vào giữa những năm 1960, ông quá cảnh tại Moskva. Tại đây, Hafizullah Amin gặp gỡ Ali Ahmad Popel, người này đang là đại sứ Afghanistan tại Liên Xô và là cựu Bộ trưởng Giáo dục Afghanistan, cũng là bạn cũ của ông. Trong thời gian ngắn ngủi ở thủ đô Liên Xô, Hafizullah Amin càng trở nên cấp tiến hơn. Một số người như Nabi Misdaq không tin rằng ông đi theo đường Moskva, mà cho rằng ông quá cảnh tại Tây Đức và Liban. Khi ông trở về đến Afghanistan, Đảng Dân chủ Nhân dân (DCND) Afghanistan đã tổ chức hội nghị thành lập trong năm 1965. Hafizullah Amin trở thành một ứng cử viên của Đảng DCND Afghanistan trong cuộc bầu cử quốc hội năm 1965, song thất cử.
Năm 1966, khi Trung ương Đảng DCND Afghanistan được mở rộng, Hafizullah Amin được bầu làm một thành viên không có quyền bỏ phiếu, và ông trở thành thành viên đầy đủ vào mùa xuân năm 1967. Địa vị của Hafizullah Amin trong phái Khalq của Đảng DCND Afghanistan tăng lên khi ông trở thành thành viên duy nhất trong phái đắc cử trong cuộc bầu cử quốc hội năm 1969. Khi Đảng DCND Afghanistan bị phân chia thành phe phái vào năm 1967, Nur Muhammad Taraki lãnh đạo phái Khalq và Babrak Karmal lãnh đạo phái Parcham, Hafizullah Amin gia nhập vào phái Khalq. Với vị thế là thành viên quốc hội, Hafizullah Amin cố gắng tranh thủ sự ủng hộ của người Pashtun trong lực lượng vũ trang. Theo một tiểu sử về Hafizullah Amin, ông sử dụng địa vị thành viên quốc hội của mình để đấu tranh chống lại chủ nghĩa đế quốc, phong kiến, các khuynh hướng phản động, và đấu tranh chống chế độ quân chủ "mục nát". Bản thân Hafizullah Amin nói rằng ông sử dụng địa vị thành viên quốc hội để tiến hành đấu tranh giai cấp chống giai cấp tư sản. Mối quan hệ giữa phái Khalq và Parcham trở nên xấu hơn trong giai đoạn này. Hafizullah Amin khi đó là thành viên duy nhất của Khalq trong quốc hội, còn Babrak Karmal thành viên duy nhất của Parcham trong quốc hội, song họ không hợp tác với nhau. Trong thời gian nắm quyền ngắn ngủi sau đó, Hafizullah Amin đề cập đến các sự kiện này với vẻ cay đắng. Sau khi các đồng chí trong Đảng DCND Afghanistan của ông là Dastagir Panjsheri và Saleh Mohammad Zeary bị bắt giữ vào năm 1969, Hafizullah Amin trở thành một trong các thành viên lãnh đạo của đảng và vẫn là một đảng viên ưu việt khi hai người được phóng thích vào năm 1973.

### Thời kỳ Daoud
Từ năm 1973 cho đến khi Đảng DCND Afghanistan hòa hợp vào năm 1977, Hafizullah Amin đứng thứ hai sau Nur Muhammad Taraki trong phái Khalq của Đảng. Khi Đảng DCND cầm quyền tại Afghanistan, mối quan hệ của họ được nhắc đến như là giữa một môn đồ (Hafizullah Amin) noi theo đạo sư (Taraki). Tuy vậy, hình ảnh chính thức này chỉ là lừa dối, mối quan hệ của họ thực tế là mang tính định hướng nhiều hơn. Nur Muhammad Taraki cần đến "tài năng chiến thuật và chiến lược" của Hafizullah Amin; còn động cơ của Hafizullah Amin thì không rõ ràng bằng, song ông thường được cho là liên kết với Nur Muhammad Taraki nhằm bảo vệ vị trí của mình. Hafizullah Amin có nhiều kẻ thù trong sự nghiệp của mình, đáng chú ý nhất là Babrak Karmal. Theo mô tả chính thức về các sự kiện, Nur Muhammad Taraki bảo vệ Hafizullah Amin trước các đảng viên và những người muốn làm tổn hại đến Đảng DCND Afghanistan và quốc gia.
Khi Mohammed Daoud Khan lật đổ nền quân chủ và thiết lập nên Cộng hòa Afghanistan, phái Khalq của Đảng DCND Afghanistan bày tỏ sẵn sàng ủng hộ đối với chế độ mới nếu như nó thành lập một Mặt trận Quốc gia (bao gồm cả Khalq). Phái Parcham của Đảng DCND Afghanistan thì thiết lập một liên minh với Daoud ngày từ lúc bắt đầu chế độ cộng hòa, và Babrak Karmal kêu gọi giải tán Khalq. Lời kêu gọi của Babrak Karmal về việc giải tán chỉ khiến cho quan hệ giữa Khalq và Parcham trở nên xấu đi. Tuy nhiên, Nur Muhammad Taraki và Hafizullah Amin lại gặp may; liên minh của Babrak Karmal làm tổn hại đến địa vị của Parcham trong nền chính trị Afghanistan. Một số người cộng sản trong các lực lượng vũ trang vỡ mộng với chính phủ của Daoud, và quay sang Khalq vì phe phái chính trị này có sự độc lập rõ ràng. Sự liên kết giữa Parcham với chính phủ gián tiếp dẫn đến cuộc đảo chính do Khalq lãnh đạo vào năm 1978, được gọi phổ biến là Cách mạng Saur. Từ năm 1973 cho đến cuộc đảo chính năm 1978, Hafizullah Amin chịu trách nhiệm về công tác tổ chức đảng DCND trong các lực lượng vũ trang Afghanistan. Theo phiên bản chính thức, Hafizullah Amin "gặp các sĩ quan liên lạc ái quốc dù ngày hay đêm, dù ở hoang mạc hay nơi núi non, ở các cánh đồng hay các khu rừng, soi sáng cho họ trên cơ sở các nguyên tắc của ý thức hệ giai cấp công nhân." Thành công của Hafizullah Amin trong việc tuyển mộ các sĩ quan quân đội nằm trong thực tế là Daoud "phản bội cánh tả" ngay sau khi nắm quyền. Khi Hafizullah Amin bắt đầu tuyển mộ các sĩ quan quân đội cho Đảng DCND Afghanistan, không có khó khăn đối với ông trong việc tìm ra các sĩ quan bất bình. Trong khi đó, các mối quan hệ giữa Parcham và Khalq lại xấu thêm; vào năm 1973 xuất hiện tin đồn rằng Tướng Zia Mohammadzai, một thành viên Parcham và đứng đầu Vệ binh Cộng hòa, lên kế hoạch ám sát toàn thể ban lãnh đạo của Khalq. Nếu như tìn đồn này là sự thực thì nó thất bại là do bị phái Khalq phát hiện ra.
Nỗ lực ám sát chứng tỏ các mối quan hệ càng xấu đi giữa Parcham và Khalq. Những người Parcham phủ nhận rằng họ từng lên kế hoạch ám sát ban lãnh đạo của Khalq, song sử gia Beverley Male chỉ ra rằng các hoạt động tiếp sau của Babrak Karmal khiến người ta tin vào quan điểm của Khalq về các sự kiện. Do nỗ lực ám sát của Parcham, Hafizullah Amin thúc giục Khalq đoạt quyền bằng cách lật đổ Daoud vào năm 1976. Phần lớn thành viên ban lãnh đạo của Đảng DCND Afghanistan bỏ phiếu chống lại một hành động như vậy. Vào năm 1977, Parcham và Khalq chính thức giảng hòa, và Đảng DCND Afghanistan trở nên thống nhất. Các phái Parcham và Khalq vốn có các tổng bí thư, bộ chính trị, trung ương đảng và các cơ cấu tổ chức khác riêng biệt, chúng được chính thức thống nhất vào mùa hè năm 1977. Một lý do lý giải cho việc thống nhất là phong trào cộng sản quốc tế, mà đại diện là Đảng Cộng sản Ấn Độ, Đảng Cộng sản Iraq và Đảng Cộng sản Úc, kêu gọi sự thống nhất trong Đảng DCND Afghanistan.

### Cách mạng Saur
Ngày 18 tháng 4 năm 1978, thủ lĩnh tư tưởng Mir Akbar Khyber của phái Parcham bị sát hại; chính phủ Daoud thường được cho là tác giả vụ ám sát. Sự kiện ám sát Khyber khởi đầu một chuỗi các sự kiện dẫn đến việc Đảng DCND Afghanistan đoạt quyền vào ngày 27 tháng 4 ngay sau đó. Kẻ ám sát không bao giờ bị bắt giữ, song một người thuộc phái Parcham là Anahita Ratebzad cho rằng Hafizullah Amin là người ra lệnh tiến hành vụ ám sát. Tang lễ của Mir Akbar Khyber tiến triển thành một cuộc biểu tình tuần hành lớn nhằm chống chính phủ. Daoud bắt đầu cho tiến hành bắt giữ hàng loạt các thành viên của Đảng DCND Afghanistan bảy ngày sau tang lễ của Khyber. Hafizullah Amin là một trong các thành viên cuối cùng của Ủy ban Trung ương Đảng bị nhà cầm quyền bắt giữ. Việc Hafizullah Amin bị bắt giữ sau cùng chứng tỏ rằng chế độ thiếu thông tin do ông là người lãnh đạo những người tổ chức cách mạng trong đảng. Việc chính quyền thiếu thông tin còn được thể hiện qua việc bắt giữ Nur Muhammad Taraki, lý do là những người cách mạng hẹn ước trước rằng việc bắt giữ Nur Muhammad Taraki là tín hiệu khởi sự. Khi Hafizullah Amin phát hiện ra rằng Nur Muhammad Taraki bị bắt giữ, ông hạ lệnh cách mạng bắt đầu vào 9 giờ sáng ngày 27 tháng 4. Trái với Taraki, Hafizullah Amin không bị tống giam mà bị quản thúc tại gia. Con trai của ông là Abdur Rahman vẫn được phép tự do hoạt động. Cuộc cách mạng thành công nhờ sự ủng hộ áp đảo từ phía quân đội Afghanistan; trong đó có Bộ trưởng Quốc phòng Ghulam Haidar Rasuli và tướng chỉ huy lục quân Aslam Watanjar, và Tham mưu trưởng không quân Abdul Qadir Dagarwal.

## Đảng Dân chủ Nhân dân cầm quyền

### Chia rẽ Khalq–Parcham
Sau cách mạng Saur, Nur Muhammad Taraki được bổ nhiệm làm Chủ tịch Hội đồng Cách mạng và Chủ tịch Hội đồng Bộ trưởng, và vẫn giữ vị trí tổng bí thư của Đảng DCND Afghanistan. Nur Muhammad Taraki ban đầu thành lập một chính phủ gồm những người thuộc cả hai phái Khalq và Parcham; Babrak Karmal trở thành Phó chủ tịch Hội đồng Cách mạng còn Hafizullah Amin trở thành Bộ trưởng Ngoại giao và là một Phó chủ tịch của Hội đồng Bộ trưởng, trong khi Mohammad Aslam Watanjar trở thành một Phó chủ tịch của Hội đồng Bộ trưởng. Hai thành viên của phái Parcham là Abdul Qadir Dagarwal và Mohammad Rafi lần lượt trở thành Bộ trưởng Quốc phòng và Bộ trưởng Nội vụ. Theo Angel Rasanayagam, việc bổ nhiệm Hafizullah Amin, Babrak Karmal và Mohammad Aslam Watanjar dẫn đến việc hình thành ba nội các: phái Khalq chịu trách nhiệm đối với Hafizullah Amin, phái Parcham chịu trách nhiệm đối với Babrak Karmal, và các sĩ quan quân đội thuộc phái Parcham chịu trách nhiệm đối với Mohammad Aslam Watanjar. Xung đột đầu tiên giữa Khalq và Parcham nảy sinh khi phái Khalq muốn trao tư cách thành viên Ủy ban Trung ương Đảng DCND Afghanistan cho các sĩ quan quân đội tham gia vào Cách mạng Saur. Hafizullah Amin trước đây là người phản đối việc bổ nhiệm các sĩ quan quân đội vào ban lãnh đạo của Đảng DCND Afghanistan, song nay lại đổi quan điểm khi ủng hộ việc này. Bộ Chính trị Đảng DCND Afghanistan bỏ phiếu chấp thuận việc trao tư cách thành viên cho các sĩ quan quân đội; những người chiến thắng (phe Khalq) phác họa chân dung phái Parcham như là các phần tử cơ hội, ngụ ý rằng phái Parcham lướt trên làn sóng cách mạng, song không thực sự tham gia vào cách mạng. Để khiến cho vấn đề trở nên tồi tệ hơn cho phái Parcham, Nur Muhammad Taraki cho rằng thuật ngữ Parcham là một từ đồng nghĩa với chủ nghĩa bè phái.
Ngày 27 tháng 6 năm 1978, ba tháng sau cuộc cách mạng, Hafizullah Amin cao tay hơn các thành viên phái Parcham tại một cuộc họp Ủy ban Trung ương. Cuộc họp quyết định rằng những người Khalq được độc quyền trong việc xây dựng và quyết định chính sách, khiến những người Parcham bất lực. Babrak Karmal phải lưu vong, song người này có thể thiết lập một mạng lưới với các thành viên Parcham khác trong chính phủ. Một cuộc đảo chính nhằm lật đổ Hafizullah Amin được lên kế hoạch diễn ra vào tháng 9. Các thành viên lãnh đạo kế hoạch tại Afghanistan là Bộ trưởng Quốc phòng Qadir, và Tướng tham mưu trưởng Lục quân Shahpur Ahmedzai. Cuộc đảo chính được lên kế hoạch diễn ra vào ngày 4 tháng 9, trong lễ Eid, do khi đó các binh sĩ và viên chức sẽ không làm việc. Âm mưu thất bại khi đại sứ của Afghanistan tại Ấn Độ kể với giới lãnh đạo Afghanistan về kế hoạch. Một cuộc thanh trừng bắt đầu, và các đại sứ thuộc phái Parcham bị triệu hồi song chỉ một vài người đã trở về.

### Chia rẽ Amin–Taraki
Người dân Afghanistan nổi dậy chống lại chính phủ của Đảng DCND khi chính phủ này tiến hành một số cải cách mang tính xã hội chủ nghĩa, bao gồm cải cách ruộng đất. Đầu năm 1979, 25 trên tổng số 28 tỉnh của Afghanistan trở nên không an toàn do các hoạt động phản kháng vũ trang chống chính phủ. Ngày 29 tháng 3 năm 1979, cuộc nổi dậy Herat bắt đầu; cuộc nổi dậy biến hoạt động khởi nghĩa thành chiến tranh mở rộng giữa Mujahideen và chính phủ Afghanistan. Trong thời kỳ này, Hafizullah Amin trở thành người hùng của Kabul. Một thời gian ngắn sau khi cuộc nổi dậy Herat bị đè bẹp, Hội đồng Cách mạng được triệu tập để thông qua Kế hoạch 5 năm mới, Hiệp định Hữu nghị Afghanistan–Liên Xô, để bỏ phiếu về việc có tái tổ chức Hội đồng Bộ trưởng hay không, và để nâng cao quyền lực của cơ quan hành pháp (Chủ tịch Hội đồng Cách mạng). Trong khi phiên bản chính thức về các sự kiện này nói rằng tất cả các vấn đề đều được bỏ phiếu một cách dân chủ tại hội nghị, song Hội đồng Cách mạng tổ chức một cuộc họp khác vào ngày hôm sau để phê chuẩn Kế hoạch 5 Năm mới, và để thảo luận về việc tái tổ chức Hội đồng Bộ trưởng.
— Nur Muhammad Taraki nói với các đồng sự về việc vì sao Hafizullah Amin được bổ nhiệm làm Chủ tịch Hội đồng Bộ trưởng.
Đại sứ Liên Xô tại Afghanistan Alexander Puzanov thuyết phục được Aslam Watanjar, Sayed Mohammad Gulabzoy và Sherjan Mazdoryar tham gia vào âm mưu chống lại Hafizullah Amin. Ba người này gây áp lực lên Taraki- người khi đó được cho là "ông ấy thực sự là 'lãnh tụ vĩ đại'", để cách chức Hafizullah Amin. Không rõ Hafizullah Amin có biết gì về âm mưu chống lại ông hay không, song sau khi tái tổ chức Hội đồng Bộ trưởng đã diễn ra việc ông nói về sự không bằng lòng của mình. Ngày 26 tháng 3, Bộ Chính trị Đảng DCND Afghanistan và Hội đồng Bộ trưởng phê duyệt việc mở rộng quyền lực của nhánh hành pháp, và việc thành lập Hội đồng Quốc phòng Tổ quốc Cấp cao để quản lý các vấn đề an ninh. Nhiều nhà phân tích đương thời nhìn nhận việc bổ nhiệm Hafizullah Amin làm Chủ tịch Hội đồng Bộ trưởng là sự gia tăng quyền lực của ông và không có lợi đối với Nur Muhammad Taraki. Tuy nhiên, việc tái tổ chức Hội đồng Bộ trưởng và tăng cường địa vị của Nur Muhammad Taraki trong vai trò Chủ tịch Hội đồng Cách mạng làm giảm quyền lực của Chủ tịch Hội đồng Bộ trưởng. Do nhánh hành pháp được tăng cường, Chủ tịch Hội đồng Bộ trưởng nay do Chủ tịch Hội đồng Cách mạng bổ nhiệm. Mặc dù Hafizullah Amin có thể bổ nhiệm và miễn nhiệm các bộ trưởng mới, song ông cần nhận được sự chấp thuận của Nur Muhammad Taraki để thực sự làm được điều đó. Vấn đề khác đối với Hafizullah Amin là trong khi Hội đồng Bộ trưởng chịu trách nhiệm trước Hội đồng Cách mạng và Chủ tịch của nó, thì các bộ trưởng riêng lẻ chỉ chịu trách nhiệm trước Nur Muhammad Taraki. Khi Hafizullah Amin trở thành Chủ tịch Hội đồng Bộ trưởng, ông chịu trách nhiệm lập kế hoạch, các vấn đề tài chính và ngân sách, chỉ đạo chính sách đối ngoại, và về an ninh trật tự. Các trách nhiệm an ninh trật tự được Hội đồng Quốc phòng Tổ quốc Cấp cao tiếp quản, thể chế do Nur Muhammad Taraki chủ trì. Mặc dù Hafizullah Amin là Phó chủ tịch Hội đồng Quốc phòng Tổ quốc Cấp cao, song phần lớn thành viên của Hội đồng này là thành viên của phái chống Hafizullah Amin. Ví dụ, các thành viên của Hội đồng Quốc phòng Tổ quốc Cấp cao bao gồm Bộ trưởng Quốc phòng Mohammad Aslam Watanjar, Bộ trưởng Nội vụ Mazdoryar, và Chủ tịch các vấn đề chính trị của Lực lượng vũ trang Mohammad Iqbal, Tham mưu trưởng Mohammad Yaqub, Chỉ huy Không quân Nazar Mohammad và người đứng đầu cảnh sát mật ASGA Assadullah Sarwari.
| Phó chủ tịch Hội đồng Bộ trưởng             | Shah Wali               | 1 tháng 4  | 27 tháng 12 |
| Bộ trưởng Ngoại giao                        | Shah Wali               | 1 tháng 4  | 27 tháng 12 |
| Bộ trưởng Nông nghiệp                       | Saleh Muhammad Zarei    | 1 tháng 4  | 28 tháng 7  |
| Bộ trưởng Nông nghiệp                       | Abdul Rashid Jalili     | 28 tháng 7 | 27 tháng 12 |
| Bộ trưởng Tài chính                         | Abdul Karim Misaq       | 1 tháng 4  | 27 tháng 12 |
| Bộ trưởng Giáo dục Đại học                  | Mahmud Suma             | 1 tháng 4  | 27 tháng 12 |
| Bộ trưởng Quốc phóng                        | Muhammad Aslam Watanjar | 1 tháng 4  | 28 tháng 7  |
| Bộ trưởng Quốc phóng                        | Hafizullah Amin         | 28 tháng 7 | 27 tháng 12 |
| Bộ trưởng Giáo dục                          | Abdul Rashid Jalili     | 1 tháng 4  | 28 tháng 7  |
| Bộ trưởng Giáo dục                          | Muhammad Salim Masudi   | 28 tháng 7 | 27 tháng 12 |
| Bộ trưởng Tư pháp, Kiểm sát trưởng          | Abdul Hakim Shara'i     | 1 tháng 4  | 27 tháng 12 |
| Bộ trưởng Nước, Năng lượng                  | Mahmud Hashemi          | 1 tháng 4  | 27 tháng 12 |
| Bộ trưởng Thông tin, Văn hóa                | Khial Katawazi          | 1 tháng 4  | 27 tháng 12 |
| Bộ trưởng Khai mỏ, Công nghiệp              | Muhammad Isma'il Danesh | 1 tháng 4  | 27 tháng 12 |
| Bộ trưởng Thương mại                        | Abdul Quddus Ghorbandi  | 1 tháng 4  | 27 tháng 12 |
| Bộ trưởng Giao thông                        | Hasan Bareq-Shafi'i     | 1 tháng 4  | 27 tháng 12 |
| Bộ trưởng Sự vụ Biên giới                   | Sahibjan Sahra'i        | 1 tháng 4  | 28 tháng 7  |
| Bộ trưởng Sự vụ Biên giới                   | Sherjan Mazdoryar       | 28 tháng 7 | 14 tháng 9  |
| Bộ trưởng Sự vụ Biên giới                   | không rõ                |            |             |
| Bộ trưởng Bưu chính, Điện báo và Điện thoại | Sayed Mohammad Gulabzoy | 28 tháng 7 | 14 tháng 9  |
| Bộ trưởng Bưu chính, Điện báo và Điện thoại | Mohammad Zarif          | 14 tháng 9 | 27 tháng 12 |
| Bộ trưởng Nội vụ                            | Muhammad Aslam Watanjar | 28 tháng 7 | 14 tháng 9  |
| Bộ trưởng Nội vụ                            | Faqir Mohammad Faqir    | 14 tháng 9 | 27 tháng 12 |
| Bộ trưởng Kế hoạch                          | Muhammad Siddig Alemyar | 28 tháng 7 | 27 tháng 12 |
| Bộ trưởng Y tế                              | Saleh Muhammad Zirai    | 28 tháng 7 | 27 tháng 12 |
| Bộ trưởng Kiến thiết Công cộng              | Dastagir Panjsheri      | 28 tháng 7 | 27 tháng 12 |

Thứ tự ưu tiên được thể chế hóa, nhờ đó Nur Muhammad Taraki chịu trách nhiệm về quốc phòng còn Hafizullah Amin chịu trách nhiệm giúp đỡ Nur Muhammad Taraki trên các vấn đề liên quan đến quốc phòng. Vị trí của Hafizullah Amin lại bị giáng thêm một đòn nữa do việc thi hành dân chủ hóa quá trình ra quyết định, vốn cho phép các thành viên đóng góp; hầu hết trong số họ chống lại Hafizullah Amin. Vấn đề khác đối với Hafizullah Amin là chức Phó chủ tịch Hội đồng Quốc phòng Tổ quốc Tối cao không có nhiệm vụ quyền hạn rõ ràng, và việc bổ nhiệm một bộ trưởng quốc phòng mới có thái độ chống lại ông khiến cho quyền kiểm soát của ông đối với bộ này suy giảm mạnh. Việc tái tổ chức các bộ trưởng cũng là một đòn nữa giáng vào vị trí của Hafizullah Amin; ông mất quyền kiểm soát bộ quốc phòng, nội vụ và ASGA. Hafizullah Amin vẫn có các đồng minh trong hàng ngũ lãnh đạo, nhiều người nắm giữ các vị trí quan trọng, như Mohammad Yaqub là anh/em rể của ông và Trưởng Cơ quan An ninh trong Bộ Nội vụ là Sayed Daoud Taroon, người này sau đó cũng được bổ nhiệm làm thành viên của Hội đồng Quốc phòng Tổ quốc Cấp cao trong tháng 4. Hafizullah Amin sau đó bổ nhiệm thêm hai đồng minh của ông vào các vị trí quan trọng: Mohammad Sediq Alemyar là Bộ trưởng Kế hoạch và Khayal Mohammad Katawazi là Bộ trưởng Thông tin và Văn hóa; còn Faqir Mohammad Faqir được bổ nhiệm làm Phó Chủ tịch Hội đồng Bộ trưởng vào tháng 4 năm 1978. Vị thế chính trị của Hafizullah Amin không còn an toàn khi người đứng đầu cục chính trị của Lục quân và Hải quân Liên Xô Alexei Yepishev thăm Kabul. Yepishev gặp Nur Muhammad Taraki với tư cách cá nhân vào ngày 7 tháng 4, song không hề gặp Hafizullah Amin. Liên Xô ngày càng trở nên lo lắng về sự kiểm soát của Hafizullah Amin đối với quân đội Afghanistan. Mặc dù vậy, trong chuyến viếng thăm của Yepishev thì địa vị của Hafizullah Amin thực tế lại được tăng cường; Sayed Daoud Taroon được bổ nhiệm làm sĩ quan phụ tá của Nur Muhammad Taraki.
— Hafizullah Amin trong một phát biểu mà ông cảnh báo chống lại chủ nghĩa bè phái trong Đảng DCND.
Ngay sau đó, trong hai cuộc họp của Hội đồng Bộ trưởng, việc tăng cường quyền hành pháp của Chủ tịch Hội đồng Cách mạng được thể hiện. Mặc dù Hafizullah Amin là Chủ tịch Hội đồng Bộ trưởng, song Nur Muhammad Taraki lại là người chủ tọa các cuộc họp. Sự hiện diện của Hafizullah Amin trong hai cuộc họp này hoàn toàn không được đề cập đến, và điều đó thể hiện rõ ràng rằng mặc dù Nur Muhammad Taraki là Chủ tịch Hội đồng Cách mạng song cũng là chủ tọa của Hội đồng Bộ trưởng. Vấn đề khác mà Hafizullah Amin phải đối mặt là chính sách chuyên chế của Taraki; người này cố gắng tước đoạt quyền lực của Bộ Chính trị Đảng DCND trong vai trò là cơ quan quyết định các vấn đề của đảng và nhà nước. Tình hình trở nên xấu đi khi Hafizullah Amin đích thân cảnh báo Nur Muhammad Taraki rằng "uy tín và mức độ ủng hộ của các lãnh tụ trong nhân dân không thể hiện thông thường bằng một sự súng bái cá nhân."
Chủ nghĩa bè phái trong Đảng DCND khiến cho nó có sự chuẩn bị yếu kém nhằm đối phó với các hoạt động phản cách mạng tăng cường ở trong nước. Hafizullah Amin cố gắng giành sự ủng hộ cho chính phủ cộng sản bằng việc mô tả mình là một người Hồi giáo mộ đạo. Nur Muhammad Taraki và Hafizullah Amin khiển trách các quốc gia giúp đỡ cho lực lượng phản cách mạng; Hafizullah Amin công kích Anh Quốc và BBC và giảm nhẹ dính líu của Hoa Kỳ và Trung Quốc, trong khi Nur Muhammad Taraki lên án Đế quốc Mỹ cùng Iran và Pakistan về việc ủng hộ các lực lượng nổi dậy. Lời phê phán Anh Quốc và BBC của Hafizullah Amin làm tăng tình cảm chống Anh sẵn có từ lâu trong những người Afghanistan ở nông thôn. Trái ngược với Taraki, "Hafizullah Amin lui về phía sau để tránh phát biểu ý kiến thù địch nhằm vào Trung Quốc, Hoa Kỳ và các chính phủ ngoại quốc khác. Cách hành xử thận trọng của Hafizullah Amin trái ngược nhiều so với lập trường chính thức của Liên Xô, mà theo Beverley Male thì dường như là các lãnh đạo Liên Xô cố gắng để thúc đẩy cuộc chạm trán giữa Afghanistan và các kẻ thù của mình. Hafizullah Amin cũng cố gắng xoa dịu cộng đồng Shia khi gặp gỡ với các lãnh đạo của họ; mặc dù vậy, một nhóm các nhà lãnh đạo Shia kêu gọi tiếp tục kháng cự. Sau đó, một cuộc nổi dậy bùng nổ tại một quận của người Shia ở Kabul; đây là tín hiệu đầu tiên về bất ổn tại Kabul kể từ Cách mạng Saur. Cùng với các vấn đề của chính phủ, năng lực lãnh đạo quốc gia của Nur Muhammad Taraki bị đặt dấu hỏi – đây là một người nghiện rượu nặng và có sức khỏe không tốt. Trong khi Hafizullah Amin trong giai đoạn này có hình ảnh là một người kỷ luật tự giác mạnh mẽ. Vào mùa hè năm 1979, Hafizullah Amin bắt đầu tách mình khỏi Taraki. Ngày 27 tháng 6, Hafizullah Amin trở thành một thành viên của Bộ Chính trị Đảng DCND, cơ quan đứng đầu trong việc đưa ra các quyết định tại Afghanistan.

### Lên nắm quyền
Giữa tháng 7, Liên Xô thể hiện quan điểm chính thức của họ khi tờ Pravda cho đăng một bài về tình hình tại Afghanistan; Liên Xô không muốn thấy cảnh Hafizullah Amin trở thành nhà lãnh đạo của Afghanistan. Điều này gây ra một cuộc khủng hoảng chính trị tại Afghanistan, do Hafizullah Amin bắt đầu thi hành một chính sách đàn áp khắc nghiệt, và nó trở thành một trong những lý do chính cho sự can thiệp của Liên Xô vào cuối năm đó. Ngày 28 tháng 7, một cuộc bỏ phiếu trong Bộ Chính trị thông qua đề nghị của Hafizullah Amin về việc hình thành một cơ chế tập thể lãnh đạo với việc ra các quyết định tập thể; đây là một đòn giáng vào Nur Muhammad Taraki, và nhiều người ủng hộ người này bị thay thế bằng các thành viên ủng hộ Hafizullah Amin. Chỉ huy Lục quân Liên Xô là Ivan Pavlovsky tới Kabul vào giữa tháng 8 để nghiên cứu tình hình tại Afghanistan. Trong một bài phát biểu chỉ vài ngày sau khi Pavlovsky đến, Hafizullah Amin nói rằng ông mong muốn có mối quan hệ gần gũi hơn giữa Afghanistan và Trung Quốc; ông cũng ám chỉ rằng mình biết một cách hạn chế về sự can thiệp của Liên Xô vào Afghanistan. Ông so sánh sự giúp đỡ của Liên Xô đối với Afghanistan với sự giúp đỡ mà Vladimir Lenin dành cho Cộng hòa Xô viết Hungaria vào năm 1919. Nur Muhammad Taraki là một đại biểu tham dự hội nghị do Phong trào không liên kết tổ chức tại La Habana, và tại đó đã gặp riêng Bộ trưởng Ngoại giao Liên Xô Andrei Gromyko để thảo luận về tình hình Afghanistan vào ngày 9 tháng 9. Bộ trưởng Ngoại giao Afghanistan Shah Wali là một người ủng hộ Hafizullah Amin, và không tham gia vào cuộc họp. Theo Beverley Male thì điểu này "gợi ý rằng một số âm mưu chống lại Hafizullah Amin đang được chuẩn bị". Trong vòng vài giờ sau khi trở về Kabul vào ngày 11 tháng 9, Nur Muhammad Taraki triệu tập Hội đồng Bộ trưởng "bề ngoài là để thông báo về Hội nghị La Habana". Tuy nhiên, thay vì thông báo về Hội nghị, Nur Muhammad Taraki lại cố gắng loại bỏ chức Chủ tịch Hội đồng Bộ trưởng của Hafizullah Amin. Điều này là một tính toán sai lầm, ngoài "Bè lũ bốn tên" (gồm Mohammad Aslam Watanjar, Mazdoryar, Gulabzoi và Sarwari) thì toàn bộ những người khác đều ủng hộ Hafizullah Amin vẫn giữ chức Hội đồng Bộ trưởng.
Nur Muhammad Taraki tìm cách vô hiệu hóa quyền lực và ảnh hưởng của Hafizullah Amin bằng cách yêu cầu ông phục vụ ở hải ngoại trong cương vị một đại sứ. Hafizullah Amin từ chối đề xuất này và hét lên "Ông mới là người nên ra đi! Do thói nghiện rượu và tuổi cao đã khiến cho khả năng phán đoán của ông mất đi." Ngày hôm sau, Nur Muhammad Taraki mời Hafizullah Amin đến phủ chủ tịch để dự tiệc trưa với ông ta và "Bè lũ bốn tên". Hafizullah Amin từ chối lời mời, nói rằng ông muốn họ từ chức thay vì ăn trưa với họ. Đại sứ Liên Xô Puzanov thuyết phục Hafizullah Amin thực hiện chuyến đi đến Phủ chủ tịch cùng với Cảnh sát trưởng Taroon và Nawab Ali (một sĩ quan tình báo). Khi họ đến phủ, có những người không rõ danh tiếng trong tòa nhà khai hỏa vào đoàn khách. Taroon thiệt mạng, trong khi Ali bị một chấn thương và chạy thoát cùng với Hafizullah Amin (không hề hấn gì). Ngay sau đó, Hafizullah Amin quay lại phủ cùng một đạo quân, tiến hành quản thúc Taraki. Tuy nhiên, "Bè lũ bốn tên" "biến mất" và nơi ở của họ vẫn không bị phát hiện trong 104 ngày cầm quyền của Hafizullah Amin. Sau khi Nur Muhammad Taraki bị quản thúc, Hafizullah Amin tường trình sự việc cho Leonid Brezhnev, và gián tiếp yêu cầu cho phép xử tử Taraki. Brezhnev trả lời rằng đó là sự lựa chọn của ông. Hafizullah Amin nay tin tưởng rằng ông có được sự ủng hộ toàn toàn của Liên Xô, và ra lệnh xử tử Taraki. Nur Muhammad Taraki sau đó bị làm cho nghẹt thở bằng gối. Truyền thông Afghanistan đưa tin rằng Nur Muhammad Taraki ốm yếu đã qua đời, song không đề cập gì về việc người này bị sát hại.

### Làm chủ tịch

#### Chính sách đối nội
Sau khi loại bỏ quyền lực của Taraki, Hafizullah Amin được Bộ Chính trị Đảng DCND bầu làm Chủ tịch Đoàn chủ tịch Hội đồng Cách mạng và Tổng bí thư Trung ương Đảng DCND. Việc bầu Hafizullah Amin làm Tổng bí thư Trung ương Đảng và loại bỏ toàn bộ các vị trí trong đảng của Nur Muhammad Taraki nhận được sự nhất trí. Các thành viên duy nhất của Hội đồng Bộ trưởng bị thay thế khi Hafizullah Amin đoạt quyền là "Bè lũ bốn tên" – Beverley Male nhìn nhận điều này là "một tín hiệu rõ rằng ông đã có được sự ủng hộ của họ [các thành viên của Hội đồng Bộ trưởng]". Hafizullah Amin sau khi đoạt quyền đã thi hành một chính sách điều độ, và tiến hành các nỗ lực để thuyết phục người dân Afghanistan rằng chế độ không chống Hồi giáo. Chính phủ của Hafizullah Amin bắt đầu đầu tư vào hoạt động tái thiết hay tu sửa các thánh đường Hồi giáo. Ông cũng hứa rằng người dân Afghanistan được hưởng quyền tự do tôn giáo. Các nhóm tôn giáo được trao cho những bản sao của kinh Quran, và Hafizullah Amin bắt đầu đề cập đến Thánh Allah trong các phát biểu của ông. Ông thậm chí còn tuyên bố rằng Cách mạng Saur là "hoàn toàn dựa trên các nguyên tắc của Hồi giáo". Chiến dịch được chứng minh là không thành công, và nhiều người Afghanistan tiếp tục giữ quan điểm rằng Hafizullah Amin phải chịu trách nhiệm cho sự toàn trị của chế độ. Việc Hafizullah Amin lên nắm quyền được xác nhận chính thức vào ngày 20 tháng 9 năm 1979, tiếp đến là thông cáo chính thức rằng Hafizullah Amin là một người Hồi giáo mộ đạo – Hafizullah Amin ghi điểm trong việc chống lại tuyên truyền của lực lượng phản cách mạng rằng chế độ cộng sản là vô thần. Hafizullah Amin cũng cố gắng nâng cao sự ủng hộ dành cho mình trong các nhóm bộ tộc, một chiến công mà Nur Muhammad Taraki không thể hoặc không muốn đạt được. Trong thời gian nắm quyền ngắn ngủi, Hafizullah Amin tận tụy để hình thành một chế độ tập thể lãnh đạo; khi Nur Muhammad Taraki bị lật đổ, Hafizullah Amin hứa hẹn "từ nay trở đi sẽ không có một chính phủ một cá nhân..."
Nhằm làm yên lòng dân, Hafizullah Amin cho công bố 18.000 người bị hành quyết, và đổ lỗi các vụ hành quyết cho Taraki. Tổng số người bị bắt trong thời kỳ Nur Muhammad Taraki và Hafizullah Amin cùng cầm quyền là từ 17.000 đến 45.000. Hafizullah Amin không được người dân Afghanistan ưa thích. Trong thời gian ông cầm quyền, sự phản đối chế độ cộng sản gia tăng, và chính phủ mất kiểm soát vùng nông thôn. Tình trạng của quân đội Afghanistan xấu đi, do hiện tượng đào ngũ nên số lượng quân nhân trong quân đội Afghanistan giảm từ mức 100.000 ngay sau Cách mạng Saur xuống còn khoảng từ 50.000 đến 70.000. Hafizullah Amin còn phải đối mặt với việc KGB thâm nhập vào Đảng DCND, quân đội và bộ máy chính phủ. Khi địa vị của Hafizullah Amin tại Afghanistan ngày càng trở nên nguy hiểm, các kẻ thù của ông, vốn bị đày ải ở Liên Xô và Đông Âu suy tính nhằm loại bỏ ông. Lãnh đạo Parcham là Babrak Karmal gặp gỡ với một số nhân vật lãnh đạo của khối phía Đông trong thời kỳ này, và Mohammad Aslam Watanjar, Sayed Mohammad Gulabzoy và Assadullah Sarwari mong muốn phải trả thù Hafizullah Amin.

#### Chính sách ngoại giao
Khi trở thành lãnh tụ, Hafizullah Amin cố gắng giảm bớt sự phụ thuộc của Afghanistan vào Liên Xô. Nhằm thực hiện điều này, ông cố gắng cân bằng quan hệ của Afghanistan với Liên Xô bằng việc tăng cường quan hệ của quốc gia với Pakistan và Iran. Liên Xô lo lắng khi họ nhận được các thông tin rằng Hafizullah Amin gặp riêng Gulbuddin Hekmatyar- một trong các thủ lĩnh chống cộng tại Afghanistan. Tính chất nói chung không đáng tin cậy và việc không được nhân dân Afghanistan ủng hộ khiến cho Hafizullah Amin gặp khó khăn trong việc tìm kiếm "những người bảo trợ ngoại quốc" mới. Dính líu của Hafizullah Amin trong cái chết của Đại sứ Hoa Kỳ tại Afghanistan Adolph Dubs khiến cho mối quan hệ của ông với Hoa Kỳ trở nên căng thẳng. Ông cố gắng nhằm cải thiện các mối quan hệ bằng cách tái lập liên lạc, gặp ba đại biện lâm thời Hoa Kỳ, và trả lời phỏng vấn một phóng viên Mỹ. Tuy nhiên, những điều này không cải thiện được địa vị của Afghanistan trong cách nhìn nhận của chính phủ Hoa Kỳ. Sau ba lần họp với Hafizullah Amin, Đại sứ Hoa Kỳ tại Afghanistan giai đoạn 1979-1980 là J. Bruce Amstutz cho rằng điều không ngoan nhất là chờ đợi các diễn biến tiếp theo. Đầu tháng 12 năm 1979, Bộ Ngoại giao đề nghị tổ chức một cuộc họp thượng đỉnh giữa Hafizullah Amin và Tổng thống Pakistan Muhammad Zia-ul-Haq. Chính phủ Pakistan chấp thuận một phiên bản sửa đổi của đề xuất này, chấp thuận cử Bộ trưởng Ngoại giao Pakistan Agha Shahi đến Kabul thảo luận. Trong khi đó, Cơ quan Liên Cục (ISI), cảnh sát mật của Pakistan, tiếp tục huấn luyện các chiến binh Mujahideen- những người phản đối chế độ cộng sản.

##### Quan hệ Afghanistan–Liên Xô
— Hafizullah Amin trấn an Liên Xô về mục đích của ông.
Ở Liên Xô, Leonid Brezhnev, Alexei Kosygin và Bộ Chính trị không thiết tha cử quân đến Afghanistan. Các quyết định của Bộ Chính trị Liên Xô dựa theo chỉ dẫn từ Ủy ban Đặc biệt về Afghanistan- thể chế bao gồm Chủ tịch KGB Yuri Andropov, Bộ trưởng Ngoại giao Andrei Gromyko, Bộ trưởng Quốc phòng Dmitriy Ustinov, và Trưởng ban quốc tế Trung ương Đảng Boris Ponomarev. Bộ Chính trị Liên Xô phản đối việc loại bỏ Nur Muhammad Taraki và hành động sát hại người này. Theo Tổng Bí thư Trung ương Đảng Cộng sản Liên Xô Brezhnev, "các sự kiện đã tiến triển rất nhanh tại Afghanistan đến mức về cơ bản có rất ít cơ hội để can thiệp vào đó bằng cách nào đó. Nhiệm vụ của chúng ta ngay bây giờ là quyết định các hành động hơn nữa của mình, để duy trì vị trí của ta tại tại Afghanistan và để bảo vệ ảnh hưởng của ta ở đó." Mặc dù quan hệ Afghanistan–Liên Xô xấu đi trong thời gian cầm quyền ngắn ngủi của Hafizullah Amin, song ông vẫn được Đại sứ Liên Xô tại Afghanistan Alexander Puzanov viếng thăm chính thức Moskva, do ban lãnh đạo Liên Xô hài lòng với đảng của ông và chính sách kiến thiết quốc gia của ông. Không phải mọi thứ đều được lên kế hoạch, và Andropov nói về "các sự kiện không mong muốn lần lượt" diễn ra tại Afghanistan trong thời gian cầm quyền của Hafizullah Amin. Andropov cũng nộp lên tình hình chính trị thay đổi đang diễn ra tại Afghanistan dưới thời Hafizullah Amin; Liên Xô lo ngại rằng Hafizullah Amin sẽ chuyển chính sách ngoại giao của Afghanistan từ thân Xô sang thân Mỹ. Từ đầu đến giữa tháng 12 năm 1979, ban lãnh đạo Liên Xô quyết định liên minh với Babrak Karmal và Assadullah Sarwari.
— Hafizullah Amin nhấn mạnh tầm quan trọng của nền độc lập của Afghanistan.
Khi biết về sự việc, mối quan hệ giữa Puzanov và Hafizullah Amin tan vỡ. Hafizullah Amin bắt đầu một chiến dịch bôi nhọ nhằm làm mất uy tín Puzanov. Điều này dẫn đến một nỗ lực nhằm ám sát Hafizullah Amin với sự tham gia của Puzanov. Tình hình trở nên tồi tệ khi KGB cáo buộc Hafizullah Amin xuyên tạc vị thế của Liên Xô tại Afghanistan trong Ủy ban Trung ương Đảng DCND và Hội đồng Cách mạng. KGB cũng lưu ý về sự gia tăng khích động chống Xô của chính phủ trong thời gian Hafizullah Amin cầm quyền, và hành động sách nhiễu công dân Liên Xô gia tăng dưới thời Hafizullah Amin. Một nhóm các chính trị gia cấp cao báo cáo với Ủy ban Trung ương Liên Xô rằng cần phải làm "mọi thứ có thể" to để ngăn ngừa một sự thay đổi định hướng chính trị tại Afghanistan. Tuy nhiên, ban lãnh đạo Liên Xô không ủng hộ can thiệp vào thời điểm này, mà thay vào đó kêu gọi gia tăng ảnh hưởng của mình đối với ban lãnh đạo của Hafizullah Amin để vạch trần "mục đích thực sự" của ông. Một đánh giá của Bộ Chính trị Liên Xô gọi Hafizullah Amin là "một lãnh tụ thèm khát quyền lực đáng chú ý bởi tính tàn bạo và phản bội". Trong số các tội lỗi mà họ định cho ông có việc "không thành thực và hai mặt" trong quan hệ với Liên Xô, dựng nên các cáo buộc giả chống lại những thành viên Đảng DCND chống lại ông, theo đuổi một chính sách gia đình trị, và có khuynh hướng tiến hành một "chính sách cân bằng" hơn hướng về các quốc gia Thế giới thứ nhất.
Đến cuối tháng 10, Ủy ban Đặc biệt về Afghanistan bao gồm Andropov, Gromyko, Ustinov và Ponomarev muốn kết thúc ấn tượng rằng chính phủ Liên Xô ủng hộ sự lãnh đạo và chính sách của Hafizullah Amin. Tổng cục số 1 của KGB được lệnh phải tiến hành một điều gì đó về Afghanistan, và một số nhân viên của tổng cục tập hợp để giải quyết công việc. Andropov đấu tranh tích cực để Liên Xô can thiệp, nói với Brezhnev rằng các chính sách của Hafizullah Amin đã phá hoại quân đội và chính phủ có khả năng xử lý khủng hoảng bằng đàn áp quy mô lớn. Theo Andropov, kế hoạch sẽ là tập hợp một lực lượng nhỏ để can thiệp và loại bỏ Hafizullah Amin khỏi quyền lực và đưa Babrak Karmal lên thay. Liên Xô công bố kế hoạch can thiệp vào Afghanistan vào ngày 12 tháng 12 năm 1979, và ban lãnh đạo Liên Xô bắt đầu Chiến dịch Bão táp-333 (giai đoạn đầu tiên của cuộc can thiệp) vào ngày 27 tháng 12 năm 1979.

#### Thiệt mạng
Hafizullah Amin tin tưởng vào Liên Xô cho đến lúc gần cuối, bất chấp việc quan hệ chính thức trở nên xấu đi. Khi cơ quan tình báo của Afghanistan trao cho Hafizullah Amin một báo cáo nói rằng Liên Xô sẽ xâm chiếm quốc gia và lật đổ ông, Hafizullah Amin tuyên bố rằng báo cáo là một sản phẩm của chủ nghĩa đế quốc. Quan điểm của ông có thể được giải thích bởi thực tế là Liên Xô, sau vài tháng, cuối cùng đã đáp ứng yêu cầu của Hafizullah Amin và gửi quân đến Afghanistan để bảo vệ chính phủ của Đảng DCND. Hafizullah Amin được thông báo về quyết định đưa quân đến Afghanistan của Liên Xô. Tướng Tukharinov, chỉ huy của quân đoàn số 40, gặp Thiếu tướng người Afghanistan Babadzhan để thảo luận về hoạt động của quân Liên Xô trước khi Quân đội Liên Xô can thiệp. Ngày 25 tháng 12, Dmitriy Ustinov ban một sắc lệnh chính thức, nói rằng "Quân đoàn số 40 và Không quân sẽ vượt qua biên giới của Cộng hòa Dân chủ Afghanistan trên bộ và trên không vào lúc 15 giờ ngày 25 tháng 12". Đây là khởi đầu chính thức của cuộc can thiệp của Liên Xô tại Afghanistan.
Lo ngại cho sự an toàn của mình, Hafizullah Amin chuyển từ phủ Chủ tịch ở trung tâm Kabul đến cung điện Tajbeg- từng là đại bản doanh của Quân đoàn Trung ương của quân đội quốc gia. Cung điện có kết cấu phòng thủ vững chắc, tường có thể chịu được hỏa lực của pháo binh. Theo Rodric Braithwaite, "Công sự phòng thủ của nó có cấu tạo cẩn thận và thông minh." Toàn bộ các tuyến đường đến cung điện đều bị phá hủy, ngoại trừ một tuyến có các súng máy hạng nặng và pháo binh được đặt để phòng thủ. Để khiến vấn đề trở nên thêm tồi tệ với Liên Xô, người Afghanistan thiết lập tuyến phòng thủ thứ hai gồm có bảy đồn bốt, "mỗi nơi có bốn lính gác được trang bị một súng máy, một súng cối, và súng trường tự động". Vệ binh Chủ tịch phụ trách phòng thủ bên ngoài cung điện, đội quân này có 2.500 quân và ba xe tăng T-54. Một số chỉ huy Liên Xô tham gia vào vụ ám sát Hafizullah Amin nghĩ rằng kế hoạch tiến công cung điện là "điên rồ". Một số sĩ quan thì do dự, tuyên bố mâu thuẫn với điều mà các tướng Yuri Drozdov và Vasily Kolesnik đã nói với họ (hai người này thực ra được ban lãnh đạo Liên Xô thông tin), rằng có vẻ kỳ lạ khi lãnh đạo chính phủ của Đảng DCND Afghanistan Hafizullah Amin là một cảm tình viên của Hoa Kỳ (bị Liên Xô cáo buộc là "nhân viên CIA") và phản bội Cách mạng Saur. Mặc dù có một số phản đối, kế hoạch ám sát Hafizullah Amin vẫn được tiến hành.
Trước khi sát hại Hafizullah Amin bằng sức mạnh vũ lực, Liên Xô từng cố gắng đầu độc ông (song lại gần như giết cháu trai của ông) và dùng một tay súng bắn tỉa sát hại ông trên đường đi làm. Họ thậm chí từng cố gắng đầu độc Hafizullah Amin chỉ vài giờ trước cuộc tấn công. Hafizullah Amin tổ chức tiệc trưa cho các thành viên trong đảng để cho khách thấy cung điện của ông và kỷ niệm việc Ghulam Dastagir Panjsheri trở về từ Moskva. Sự trở về của Panjsheri càng cải thiện tâm trạng của ông; ông lấy làm kiêu hãnh rằng các đơn vị Liên Xô đã vượt qua biên giới, và rằng ông và Andrei Gromyko luôn giữ liên lạc với nhau. Trong bữa tiệc, Hafizullah Amin và một số khách của ông bị mất ý thức do bị đầu độc. Tuy nhiên, Hafizullah Amin may mắn khi sống sót. Một bộ hạ của KGB là Mikhail Talybov bị cáo buộc chịu trách nhiệm về vụ đầu độc.
Cuộc đột kích vào cung điện bắt đầu ngay sau đó. Trong khi vụ tấn công diễn ra, Hafizullah Amin vẫn tin tưởng Liên Xô cùng phe với mình, và nói với sĩ quan phụ tá của ông là "Người Liên Xô sẽ giúp ta," Sĩ quan phụ tá trả lời rằng Liên Xô là kẻ đang tiến công họ; Hafizullah Amin ban đầu đáp lại rằng điều này là dối trá. Sau khi ông cố gắng liên lạc song thất bại với Tổng tham mưu trưởng, ông lẩm bẩm "Ta đã nghĩ về điều đó. Nó đều là sự thật." Có nhiều tường thuật về hoàn cảnh Hafizullah Amin thiệt mạng, song các chi tiết chính xác chưa từng được chứng thực. Hafizullah Amin có thể bị giết bởi một cuộc tấn công có chủ ý hay chết do "đạn lạc". Con trai của Hafizullah Amin trọng thương và qua đời ngay sau đó. Con gái của ông bị thương nhưng vẫn sống sót. Gulabzoy là người hạ lệnh giết Hafizullah Amin và Mohammad Aslam Watanjar sau đó là người xác nhận cái chết của ông.